# 표적이 된 학원
표적이 된 학원(일본어: ねらわれた学園)은 마유무라 다쿠의 1973년 SF 소설이다. 1977년, 1982년, 1987년, 1997년 드라마화되었으며, 1981년, 1997년, 2013년 영화화되었다.